# Седико
Седико (итал. Sedico) — коммуна в Италии, располагается в провинции Беллуно области Венето.
Население составляет 9143 человека (на 2004 г.), плотность населения составляет 96 чел./км². Занимает площадь 91 км². Почтовый индекс — 32036. Телефонный код — 0437.
В коммуне 25 марта особо празднуется Благовещение Девы Марии.